# Jovo Pavić
Jovo Pavić, bosansko-hercegovski general, * 8. februar 1917, † avgust 2011.

## Življenjepis
Leta 1941 je vstopil v NOVJ in KPJ. Med vojno je bil poveljnik več enot.
Po vojni je bil načelnik štaba korpusa in na različnih položajih v Generalštabu JLA.